# أكي نوردين
أكي نوردين (بالسويدية: Åke Nordin)‏ هو شخصية أعمال سويدي، ولد في 17 مارس 1936 في Örnsköldsvik Municipality ‏ في السويد، وتوفي في 27 ديسمبر 2013.